# الکساندر دل واله
الکساندر دل واله(به فرانسوی: Alexandre del Valle)(زادۀ ۱۹٦٩) سیاسی دانشمند، روزنامه نگار و مقاله‌نویس فرانسوی است.
او علاقه‌مند به مسائل اسلام‌گرایی، تروریسم و جغرافیای سیاسی جهان اسلام است.

## زندگی‌نامه

### اوایل زندگی
دل واله در ۶ سپتامبر ۱۹۶۸ در مارسی، فرانسه در یک خانواده مهاجر و محروم به دنیا آمد. پدرش یک سیسیلی بود که ابتدا در تونس و سپس در الجزایر و مارسی (جنوب فرانسه) ساکن شد. مادر او از یک خانواده اسپانیایی ضد فرانکو بود که تا حدودی در وهران، الجزایر و بعداً در مارسی ساکن بودند. او در سن ۴ سالگی یتیم شد و بیشتر دوران کودکی خود را در خانه‌ای و محیطی چندفرهنگی گذراند و بزرگ شد.
- او دارای مدرک دکترا ، در تاریخ "غرب و مبارزه با استعمار دوم" از دانشگاه مونپلیه 3، فرانسه است.[۴].
- او در مدرسه کسب و کار لاروشل روابط بین‌الملل و جغرافیای سیاسی ، تدریس می‌کند.[۵].
- او نویسنده هفت کتاب به نام‌های "هرج و مرج سوریه"، "جنگ علیه اروپا" و "معضل ترکی" است.[۶].
- کتاب‌های او به زبان‌های ایتالیایی، اسپانیایی، پرتغالی و صربی ترجمه شده‌اند.